# ديمتري كوفتون
ديمتري كوفتون (1965 - 4 يونيو 2022) كان رجل أعمال روسي وعميل كي جي بي، يشتبه بأنه قتل ألكسندر ليتفينينكو في لندن.